# 青春俳句講座 初桜
『青春俳句講座 初桜』（せいしゅんはいくこうざ はつざくら）は、水原佐保による日本の推理小説。主人公の身の回りに起こる日常の謎を、懇意にしている俳人ならびにその知人を訪ね、俳句をもって謎が解かれていく日々を描く。第9回角川学園小説大賞を受賞した。

## あらすじ

### 桜
水原は、テストの結果を渡され、クラスメイトと同じ箇所を間違えていた。覚えのない水原は、誰かが自分のテスト内容をカンニングしていたらしいと気付く。水原は、花鳥庵を訪ね、カンニングしていたクラスメイトは誰なのか、手がかりを尋ねた。

### 菫
水原の自宅に手紙が届いた。差出人は、聞き覚えのない手からの者で宛て先違いらしい。
しばらくして再び手紙が届いた。相手は、以前の相手の関係者のようで、水原は、両者の手紙のやり取りを知ることになった。水原は花鳥庵を頼りに、文面と関係者から、相手の素性を探ることにした。

### 雛祭
雛祭近く、姉が結婚するという。父親も居合わせた水原の自宅に姉と婚約者が現れ、流れから婚約者は水原の父親と会食することになった。気まずい雰囲気の中、父親から職業を尋ねられ、婚約者は「ソムリエ」と答えた。婚約者は、生粋の小諸育ちの父親の神経を逆撫でするなど、対応を間違えてしまう。
会食は、結局破談に終わり、雛人形の片付けを行わないという形で姉と婚約者への当てつけが行われた。水原は、婚約者の心情を探り、姉の婚約と、その証として雛人形の片付けを取り付けるため、奔走することになった。

## 登場人物
水原 さとみ（みずはら さとみ）
主人公。小諸高等学校の1年生。習い事は続かないが姉の影響で読書を趣味とする。入学を機に綾小路が主催する花鳥庵を訪ね『翌檜』の門人になる。進学を見据え、将来に不安を抱えている。綾小路から渡された「水色ノート」に俳句を書いている。俳号は、本編中が本名通りの水原さとみ、各話末尾が、作者と同姓同名の水原佐保（さお）。
綾小路花鳥（あやのこうじ かとり）
水原が尋ねている俳人。大手へ引き抜かれたが、しばらくして花鳥庵の主人、『翌檜』主催として小諸に戻る。多くの者たちに慕われている。

### 花鳥の門人・知人
藤原勘太郎（ふじわら かんたろう）
木馬（きば）の俳号を持ち、花鳥の下を尋ねる俳人。本業は海住院の住職。森波と喧嘩をする。
森波裕子（もりなみ ゆうこ）
教諭。藤波と喧嘩をする。
音無（おとなし）
黄蝶の俳号を持つ。
石田久弥（いしだ ひさや）
小学生。音無を「黄蝶（きちょう）」と呼んでいる。知っているゲームに『火の鳥 鳳凰編』を挙げた。
小津（おづ）
老人。

### 水原の家族
明彦（あきひこ）
水原の姉。小学4年生。
水原平吾（みずはら へいご）
水原の父。
水原弥生（みずはら やよい）府中市 (東京都)
水原の姉。東京の府中に住む。

### 学校の生徒
山崎沙弓（やまざき さゆみ）
水原のクラスメイト。
狩野操（かりの みさお）
水原のクラスメイト。クラスの女王として君臨する。

### 菫関係者
若麻績すみれ
「菫」で手紙を渡した相手の宛名。
広末一葉（ひろすえ いちよう）
劇団「四月」座長。
高梨優（たかなし ゆう）
若麻績の幼なじみ。
岡田（おかだ）
若麻績すみれ宛に手紙を出した差出人。

### 雛祭関係者
高遠守（たかとお まもる）
水原の姉の婿。

## 書誌情報
- 水原佐保（著） / 宮尾和孝（イラスト） 『青春俳句講座 初桜』 角川書店、2006年6月30日初版発行（6月26日発売[1]）、ISBN 4-04-873693-0